# مارتن كين
مارتن كين (بالإنجليزية: Martin Caine)‏ هو مدير فني أمريكي، ولد في 17 نوفمبر 1884 في رانكورن في المملكة المتحدة، وتوفي في 7 أبريل 1953 في واتربوري في الولايات المتحدة.